# 東林間
東林間（ひがしりんかん）は、神奈川県相模原市南区の町名。現行行政地名は東林間一丁目から東林間八丁目。住居表示実施済区域。

## 地理
南区の南東部に位置している。

### 地価
住宅地の地価は、2023年（令和5年）1月1日の公示地価によれば、東林間1-18-6の地点で25万1000円/m2となっている。

## 町名の由来
「東林間」という町名はもともとの「林間都市計画」に由来し、小田急江ノ島線の線形を南北とする見方によって位置的に「中央林間」より東側にあるとされたため命名された（つる舞の里歴史資料館に資料あり）。しかし本来の方角は反時計回りに20度ほど回したものであり、厳密には北西に位置している。 1941年（昭和16年）に中央林間都市駅・南林間都市駅と共に駅名より「都市」が外され、東林間駅と改称し、町名となったとされる。

## 歴史
以下引用元：『東林間開発百年のあゆみ』p175 昭和62年11月3日発行 ・年表
- 明治時代
  - 1885年 - 横浜水道工事着工。
  - 1887年 - 横浜水道竣工。
  - 1888年 - 中和田在住、古木清左衛門が横浜水道敷地沿いの所有地に、自身と他二名で入植。古木家の屋号「中村屋」に因み中村新開または水道新開と呼ばれた。
- 大正時代
  - 1917年 - 林間白笹公園の位置に秦野市の白笹稲荷神社から主祭神御分霊を勧請し分祠建立[10]。
  - 1921年11月  - 東林小学校～コンフォールさがみ南～東海大学付属相模高等学校・中等部一帯に陸軍の臨時飛行場開設。陸軍特別大演習が行われ摂政宮殿下行啓。
- 昭和
  - 1927年9月 - 修業年限三年・旧制実業補習学校の私立昭和学院開校（2～3年後に閉鎖）。
  - 1929年4月1日 - 東林間都市駅開業。
  - 1931年9月 - 相模カンツリー倶楽部開業。
  - 1932年1月20日 - 宗吾霊堂分院（上鶴間一丁目44番付近）入仏式 [11]
  - 1939年
    - 水道新開常会（自治会）発足。
    - 陸軍臨時飛行場跡地に、臨時東京第三陸軍病院附属授産所完成[12]。戦後、麻溝台の練兵場払下げ地開墾に従事していた双葉開拓団・振興青年開拓団の宿舎になる[13]。

  - 1940年・1941年 - 一面の林であった相南に東林間水道新開の先住者数名が入植した[14]。
  - 1941年
    - 3月1日 - 小田原急行鉄道が小田急電鉄と改称。
    - 4月29日 - 大野村上鶴間の当該地域、高座郡北部の8町村合併[15]により相模原町が誕生、高座郡相模原町上鶴間となる。
    - 10月15日 - 東林間都市駅、東林間駅と改称。

  - 1945年4月 - 電力節約のため東林間駅閉鎖、1949年4月再開。
  - 1947年5月 - 水道新開常会を東林間常会と改称。
  - 1948年4月 - 大野出張所は、北・中・南の三支所に分かれ、東林間地区は大野南支所の管内となる。同じ頃、相模大野農協設立。
  - 1951年9月 - 東林間全域に電灯が点く。
  - 1953年
    - 7月 - 東芝林間病院開院。
    - 畑地灌漑用水路東幹線通水開始[16]

  - 1954年
    - 11月20日 - 市制施行[17]、当該地域は相模原市上鶴間となる。
    - この年、上水道給水開始。
    - 東林間常会を東林間町内会と改称。

  - 1956年
    - 4月 - 東林間神社を建立し、鎌倉鶴岡八幡宮から主祭神八幡大神御分霊の勧請を受け本殿に御鎮座。
    - この年電話が引ける。

  - 1966年
    - 4月 - 相模原市立東林小学校開校。
    - 7月16日 - 東林間郵便局開局。
    - 9月15日 - 東林間神社、拝殿完成・境内改修・鳥居建立。

  - 1967年10月1日 - 住居表示実施。東林間一丁目～五丁目（第一次）となる。
  - 1971年7月1日 - 住居表示実施。東林間六丁目～八丁目（第二次）となる。

## 世帯数と人口
2020年（令和2年）10月1日現在（国勢調査）の世帯数と人口（総務省調べ）は以下の通りである。
| 丁目         | 世帯数    | 人口     |
| ------------ | --------- | -------- |
| 東林間一丁目 | 1,527世帯 | 3,147人  |
| 東林間二丁目 | 1,030世帯 | 1,950人  |
| 東林間三丁目 | 1,110世帯 | 1,955人  |
| 東林間四丁目 | 1,978世帯 | 3,572人  |
| 東林間五丁目 | 759世帯   | 1,111人  |
| 東林間六丁目 | 1,074世帯 | 2,225人  |
| 東林間七丁目 | 832世帯   | 1,802人  |
| 東林間八丁目 | 958世帯   | 1,838人  |
| 計           | 9,268世帯 | 17,600人 |

### 人口の変遷
国勢調査による人口の推移。
| 年                 | 人口   |
| ------------------ | ------ |
| 1995年（平成7年）  | 16,889 |
| 2000年（平成12年） | 17,397 |
| 2005年（平成17年） | 17,315 |
| 2010年（平成22年） | 17,424 |
| 2015年（平成27年） | 17,019 |
| 2020年（令和2年）  | 17,600 |

### 世帯数の変遷
国勢調査による世帯数の推移。
| 年                 | 世帯数 |
| ------------------ | ------ |
| 1995年（平成7年）  | 7,343  |
| 2000年（平成12年） | 7,989  |
| 2005年（平成17年） | 8,107  |
| 2010年（平成22年） | 8,457  |
| 2015年（平成27年） | 8,469  |
| 2020年（令和2年）  | 9,268  |

## 学区
市立小・中学校に通う場合、学区は以下の通りとなる（2023年5月時点）。
| 丁目         | 番・番地等                                                                               | 小学校                   | 中学校                 |
| ------------ | ---------------------------------------------------------------------------------------- | ------------------------ | ---------------------- |
| 東林間一丁目 | 全域                                                                                     | 相模原市立鶴の台小学校   | 相模原市立新町中学校   |
| 東林間二丁目 | 全域                                                                                     | 相模原市立鶴の台小学校   | 相模原市立新町中学校   |
| 東林間三丁目 | 全域                                                                                     | 相模原市立東林小学校     | 相模原市立東林中学校   |
| 東林間四丁目 | 38～41番、43〜44番                                                                       | 相模原市立東林小学校     | 相模原市立東林中学校   |
| 東林間四丁目 | 1～37番、42番                                                                            | 相模原市立くぬぎ台小学校 | 相模原市立上鶴間中学校 |
| 東林間五丁目 | 全域                                                                                     | 相模原市立くぬぎ台小学校 | 相模原市立上鶴間中学校 |
| 東林間六丁目 | 1番～20番4号、20番15～22号 21番30～37号、23番14～31号 24番～26番3号、26番20号～29号 27番 | 相模原市立くぬぎ台小学校 | 相模原市立上鶴間中学校 |
| 東林間六丁目 | 20番5～14号、21番1～29号 22番～23番13号、26番4～19号                                     | 相模原市立上鶴間小学校   | 相模原市立東林中学校   |
| 東林間七丁目 | 全域                                                                                     | 相模原市立上鶴間小学校   | 相模原市立東林中学校   |
| 東林間八丁目 | 全域                                                                                     | 相模原市立上鶴間小学校   | 相模原市立東林中学校   |

## 事業所
2021年（令和3年）現在の経済センサス調査による事業所数と従業員数は以下の通りである。
| 丁目         | 事業所数  | 従業員数 |
| ------------ | --------- | -------- |
| 東林間一丁目 | 54事業所  | 716人    |
| 東林間二丁目 | 36事業所  | 175人    |
| 東林間三丁目 | 48事業所  | 303人    |
| 東林間四丁目 | 123事業所 | 858人    |
| 東林間五丁目 | 168事業所 | 827人    |
| 東林間六丁目 | 37事業所  | 203人    |
| 東林間七丁目 | 22事業所  | 106人    |
| 東林間八丁目 | 23事業所  | 109人    |
| 計           | 511事業所 | 3,297人  |

### 事業者数の変遷
経済センサスによる事業所数の推移。
| 年                 | 事業者数 |
| ------------------ | -------- |
| 2016年（平成28年） | 523      |
| 2021年（令和3年）  | 511      |

### 従業員数の変遷
経済センサスによる従業員数の推移。
| 年                 | 従業員数 |
| ------------------ | -------- |
| 2016年（平成28年） | 3,399    |
| 2021年（令和3年）  | 3,297    |

## 交通

### 鉄道
- 小田急電鉄江ノ島線
  - 東林間駅（所在地は上鶴間であるが、隣接地にある。）

## 施設
公共施設
- 相模原市立東林まちづくりセンター
- 相模原市立東林公民館
- 相模原市立東林ふれあいセンター

教育
- 小学校
  - 相模原市立東林小学校

商業
- スーパー三和 東林間西口店[26]

公園
- 林間公園
- 林間第2公園
- 林間第3公園
- 林間第4公園
- 林間第5公園
- 東林間7丁目公園
- 松陰公園
- 東林みなみ公園

## その他

### 日本郵便
- 郵便番号 : 252-0311[3]（集配局 : 座間郵便局[27]）。